# Karolína Muchová
Karolína Muchová (Olomouc, Csehország, 1996. augusztus 21. –) olimpiai ezüstérmes cseh hivatásos teniszezőnő.
Pályafutása során egy alkalommal győzött WTA-tornán, emellett két egyéni és egy páros ITF-tornagyőzelmet szerzett.
2017 szeptemberében játszott először WTA-torna főtábláján, a Korea Openen Szöulban. Első WTA-döntőjébe 2019 májusában került a Prague Openen, első egyéni WTA-tornagyőzelmét 2019 szeptemberében a Korea Openen aratta.
Grand Slam-torna főtáblájára először a 2018-as US Openen jutott, miután sikerrel vette a kvalifikációt, majd a főtáblán a 3. körig jutott. A Grand Slam-tornákon a legjobb eredményeként a 2023-as Roland Garroson a döntőbe jutott.
Legmagasabb világranglista helyezése egyéniben a 2023. szeptember 11-én elért 8. helyezés, párosban a legjobbjaként 2021. augusztus 16-án a 222. helyen állt.
2024-ben ezüstérmet szerzett a párizsi olimpián.

## Grand Slam döntői

### Egyéni

#### Elveszített döntői (1)
| Év   | Bajnokság     | Borítás | Ellenfél    | Eredmény      |
| ---- | ------------- | ------- | ----------- | ------------- |
| 2023 | Roland Garros | Salak   | Iga Świątek | 2–6, 7–5, 4–6 |

## WTA döntői

### Egyéni

#### Győzelmei (1)
| Összesítés           |                        |
| Grand Slam-torna (0) |                        |
| Tier I (0)           | Premier Mandatory* (0) |
| Tier II (0)          | Premier Five* (0)      |
| Tier III (0)         | Premier* (0)           |
| Tier IV (0)          | International* (1)     |
| Tier V (0)           | Challenger* (0)        |

* 2009-től megváltozott a tornák rendszere.
 Az egymás mellett azonos színnel jelölt tornatípusok között nincs teljes mértékű megfelelés.
| No. | Dátum                | Torna             | Borítás | Ellenfél      | Eredmény | Megj. |
| --- | -------------------- | ----------------- | ------- | ------------- | -------- | ----- |
| 1.  | 2019. szeptember 22. | Korea Open, Szöul | Kemény  | Magda Linette | 6–1, 6–1 |       |

#### Elveszített döntői (5)
| No. | Dátum               | Torna                                                   | Borítás | Ellenfél       | Eredmény         | Megj.     |
| --- | ------------------- | ------------------------------------------------------- | ------- | -------------- | ---------------- | --------- |
| 1.  | 2019. május 4.      | Prague Open, Prága                                      | Salak   | Jil Teicmann   | 6–7(5), 6–3, 4–6 |           |
| 2.  | 2023. június 10.    | Roland Garros, Párizs                                   | Salak   | Iga Świątek    | 2–6, 7–5, 4–6    | részletek |
| 3.  | 2023. augusztus 20. | Cincinatti Open, Cincinnati, Egyesült Államok           | Kemény  | Cori Gauff     | 3–6, 4–6         |           |
| 4.  | 2024. augusztus 3.  | 2024. évi nyári olimpiai játékok, Párizs, Franciaország | Salak   | Cseng Csin-ven | 2–6, 3–6         | részletek |
| 5.  | 2024. október 5.    | China Open, Peking, Kína                                | Kemény  | Cori Gauff     | 1–6, 3–6         |           |

## ITF-döntői

### Egyéni: 10 (2–8)
| Díjazás        |
| -------------- |
| $100,000 torna |
| $75,000 torna  |
| $50,000 torna  |
| $25,000 torna  |
| $15,000 torna  |
| $10,000 torna  |

| Eredmény | Gy/V | Dátum           | Torna                                | Borítás     | Ellenfél                  | Eredmény      |
| -------- | ---- | --------------- | ------------------------------------ | ----------- | ------------------------- | ------------- |
| Győztes  | 1–0  | 2014. augusztus | ITF Michalovce, Szlovákia            | Salak       | Jana Jablonovská          | 6–3, 6–1      |
| Döntős   | 1–1  | 2016. február   | ITF Trnava, Szlovákia                | Kemény (f)  | Jekatyerina Alekszandrova | 1–6, 3–6      |
| Döntős   | 1–2  | 2016. március   | ITF Sharm El Sheikh, Egyiptom        | Kemény      | Anna Morgina              | 6–1, 0–6, 3–6 |
| Győztes  | 2–2  | 2016. március   | Sharm El Sheikh, Egyiptom            | Kemény      | Anasztaszija Komargyina   | 6–0, 6–2      |
| Döntős   | 2–3  | 2016. május     | ITF Hódmezővásárhely, Magyarország   | Salak       | Tamara Zidanšek           | 6–4, 2–6, 4–6 |
| Döntős   | 2–4  | 2016. június    | ITF Essen, Németország               | Salak       | Sara Sorribes Tormo       | 6–7(5), 4–6   |
| Döntős   | 2–5  | 2017. július    | ITF Prague, Csehország               | Salak       | Markéta Vondroušová       | 5–7, 1–6      |
| Döntős   | 2–6  | 2018. február   | ITF Altenkirchen, Németország        | Szőnyeg (f) | Harriet Dart              | 6–7(5), 2–6   |
| Döntős   | 2–7  | 2018. március   | ITF Croissy-Beaubourg, Franciaország | Kemény (f)  | Anna Blinkova             | játék nélkül  |
| Döntős   | 2–8  | 2018. július    | ITF Olomouc, Csehország              | Salak       | Fiona Ferro               | 4–6, 4–6      |

### Páros: 3 (1–2)
| Díjazás        |
| -------------- |
| $100,000 torna |
| $75,000 torna  |
| $50,000 torna  |
| $25,000 torna  |
| $15,000 torna  |
| $10,000 torna  |

| Eredmény | Gy/V | Dátum            | Torna                               | Borítás     | Partner             | Ellenfelek                            | Eredmény    |
| -------- | ---- | ---------------- | ----------------------------------- | ----------- | ------------------- | ------------------------------------- | ----------- |
| Győztes  | 1–0  | 2014. szeptember | ITF Hluboká nad Vltavou, Csehország | Salak       | Jana Jablonovská    | Veronika Kolářová Petra Krejsová      | 7–6(2), 7–5 |
| Döntős   | 1–1  | 2014. november   | ITF Zawada, Lengyelország           | Szőnyeg (f) | Gabriela Chmelinová | Anhelina Kalinyina Anna Shkudun       | 0–6, 6–7(3) |
| Döntős   | 1–2  | 2017. március    | ITF Antalya, Törökország            | Salak       | Barbora Miklová     | Anasztaszija Frolova Aljona Taraszova | 5–7, 1–6    |

## Eredményei Grand Slam-tornákon

### Egyéni
| Grand Slam | Australian Open | Australian Open   | Roland Garros  | Roland Garros    | Wimbledon      | Wimbledon        | US Open        | US Open          |
| Év         | Eredmény        | Utolsó ellenfél   | Eredmény       | Utolsó ellenfél  | Eredmény       | Utolsó ellenfél  | Eredmény       | Utolsó ellenfél  |
| 2016       | –               | –                 | –              | –                | –              | –                | Selejtező (Q1) | Selejtező (Q1)   |
| 2017       | –               | –                 | –              | –                | –              | –                | –              | –                |
| 2018       | –               | –                 | Selejtező (Q1) | Selejtező (Q1)   | Selejtező (Q2) | Selejtező (Q2)   | 3. kör         | Ashleigh Barty   |
| 2019       | 1. kör          | Karolína Plíšková | 2. kör         | I-C Begu         | Negyeddöntő    | Elina Szvitolina | 3. kör         | Serena Williams  |
| 2020       | 2. kör          | Catherine Bellis  | 1. kör         | Christina McHale | elmaradt       | elmaradt         | 4. kör         | V Azaranka       |
| 2021       | Elődöntő        | Jennifer Brady    | 3. kör         | Sloane Stephens  | Negyeddöntő    | Angelique Kerber | 1. kör         | S Sorribes Tormo |
| 2022       | –               | –                 | 3. kör         | Amanda Anisimova | 1. kör         | Simona Halep     | 1. kör         | Ajla Tomljanović |
| 2023       | 2. kör          | Danielle Collins  | Döntő          | Iga Świątek      | 1. kör         | Jule Niemeier    | Elődöntő       | Cori Gauff       |
| 2024       | –               | –                 | –              | –                | 1. kör         | Paula Badosa     | Elődöntő       | Jessica Pegula   |
| 2025       | 2. kör          | Ószaka Naomi      | 1. kör         | Alycia Parks     | 1. kör         | Vang Hszin-jü    |                |                  |

## Év végi világranglista-helyezései
| Év     | 2014 | 2015 | 2016 | 2017 | 2018 | 2019 | 2020 | 2021 | 2022 | 2023 | 2024 |
| Egyéni | 733. | 419. | 210. | 272. | 145. | 21.  | 27.  | 32.  | 149. | 8.   | 22.  |
| Páros  | 846. | 608. | 523. | 700. | 877. | 433. | 367. | 316. | 498. | 566. | 525. |